# コロラド州議会
座標: 北緯39度44分21秒 西経104度59分05秒 / 北緯39.7392度 西経104.9848度
コロラド州議会（英語:The Colorado General Assembly）は、コロラド州の州議会である。上院と下院からなる両院制議会で、1876年の州憲法によって設立された。その法令はコロラド州改正法令（C.R.S.）に成文化されている。会期別法令集はコロラド州会期別法令集に掲載されている。
コロラド州議会は他州の議会と似ているが、異なる部分があり、副知事に立法権（同数得票など）が与えられていない。

## 歴史
コロラド州議会の最初の会合は、1876年11月1日から1877年3月20日まで開催された。その後、1950年に年1回開催されるようになるまで、2年ごとに開催された。
1974年に州憲法第5条第10節が改正され、コロラド州上院に上院議員を選出する権利が与えられるまで、副知事が上院議長を務めた。

## 憲法上の定義
コロラド州憲法は、行政府、立法府、司法府に権力を分割する三権分立の原則に基づく統治システムを確立している。第5条は、州の立法権を議会に委ねる一方、国民には、イニシアチブまたは住民投票によって、法律と州憲法改正の両方を提案、承認、否決する権限を留保している。

## 構成
コロラド州議会は下院と上院の両院制である。下院議員は65名、上院議員は35名である。下院議員は2年任期、上院議員は4年任期で選出される。
下院議員総選挙は、偶数年の11月第1月曜日後の第1火曜日に行われる。各総選挙で下院議員全員が選出される。上院議員は2つのグループに分けられ、各総選挙で上院議員の2分の1が選出される。
任期制限は下院議員は連続4期まで、上院議員は連続2期まで。ただし、任期制限は、4年間の休職すれば、再出馬することができる。

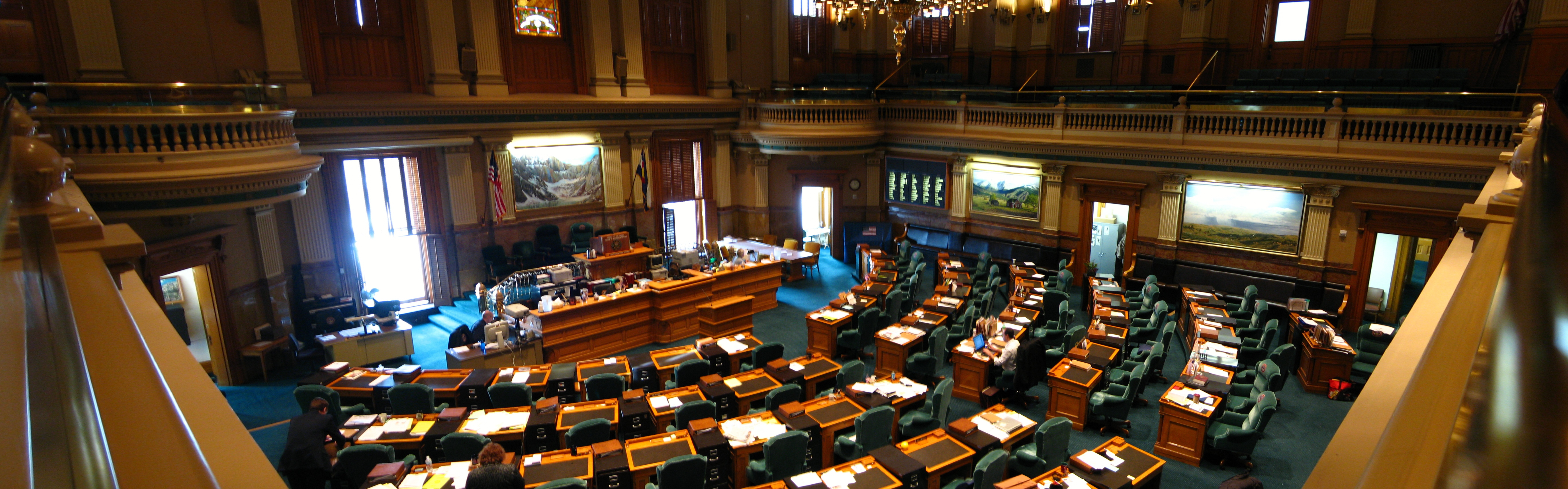
下院会議場

選出される議員の大部分（直近の会期で最終的に選出された議員の90％以上）は、主要政党の党員集会を通じて指名される。この党員集会は、候補者を所属政党の求める役職の予備投票に付すもので、通常、政党の関連指名団体の代議員の30％の支持を必要とする。また、少なくとも1年以上選挙人登録をし、当該政党に所属している個人であれば、請願によって党派別の予備投票に参加することも可能である。小政党の候補者は、小政党の党員集会を通じて総選挙の投票に参加することができる。無所属の候補者は、請願によって総選挙投票に参加することができる。
議会の空席は通常、特別選挙ではなく、政党の空席委員会が埋める。州上院議員の任期の前半を埋める任用者は、次の偶数年の11月の選挙で、その州上院議員が任命された議席の残りの任期の選挙に立候補しなければならない。
州監査役は、多くの独立委員会の委員と同様、議会によって任命される。
現在、コロラド州議会は民主党が支配している。知事職も民主党が占めている。

## 議会手続及び権限
以下に列挙する顕著な例外を除き、コロラド州議会はアメリカ合衆国議会とよく似た形で運営されている。
定例会期は毎年開催され、遅くとも1月の第2水曜日までに始まる。会期は120日を超えない。臨時会期は、知事または各院の議員の3分の2以上の書面による要請があれば、いつでも招集できるが、頻繁には開かれない。議会の一部の委員会は、会期の合間を縫って活動し、会期中に議会の承認なしに行動を起こす権限を制限されている。
両院の合同手続規則により、ほとんどの立法案は、毎年、立法会期のかなり早い時期に提出され、立法過程の各段階を完了するための厳しい期限を守ることが義務付けられている。また、両院合同手続規則では、拘束力のない決議案、統一議案、暫定委員会議案、充当議案に関する一定の例外を除き、各議員が提出できる議案は年間5件に制限されている。ほとんどの議会議員は、会期中に提出する法案（またはそのほとんど）を会期開始前に決定するため、会期開始後に有権者の要請に応じて議員が新たな法案を提出することは制限されている。

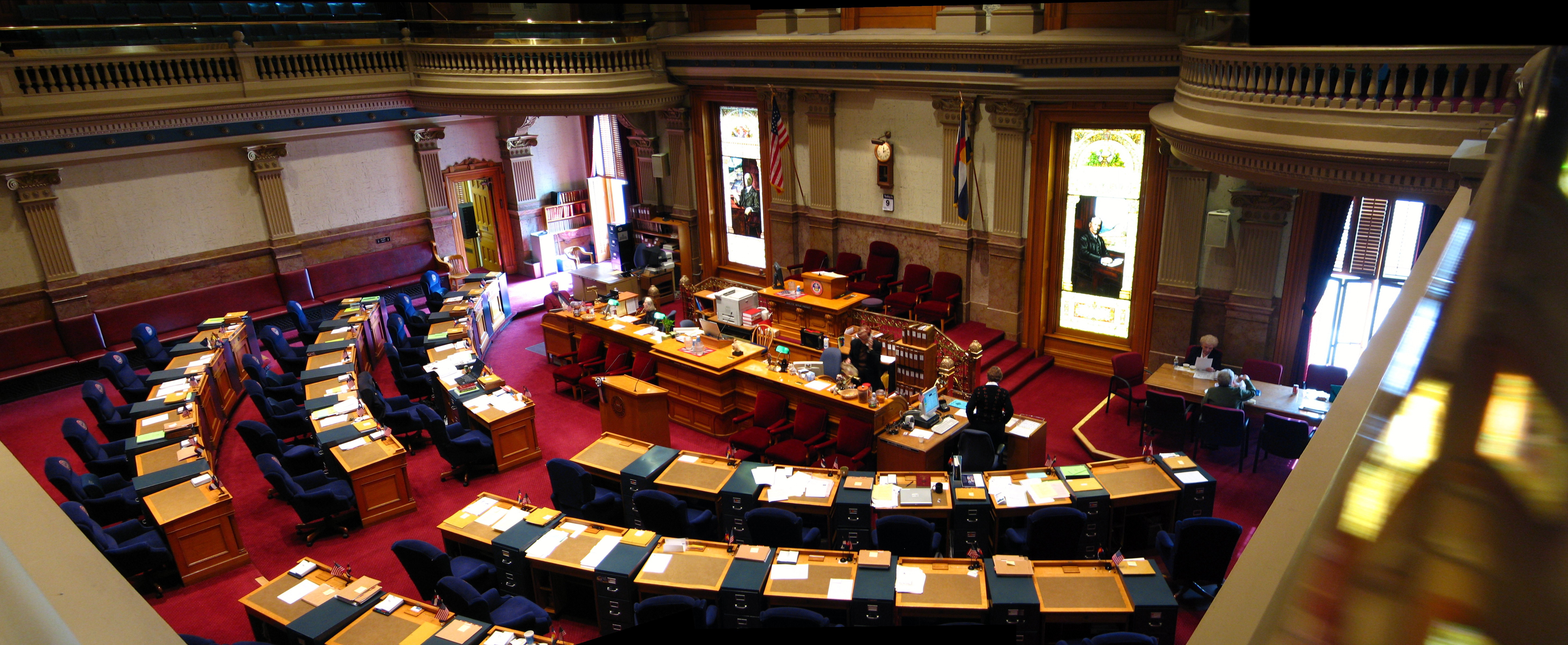
上院会議場

議会で採択されるほとんどの法案には「安全条項」（すなわち、その法案が緊急の案件に関するものであることを立法府が宣言すること）が含まれており、別段の定めがない限り、立法会終了後の7月1日に発効する。一部の法案は「安全条項」なしで制定され、発効前にそれらの法案を国民投票の対象とするよう請願することが可能であり、別段の定めがない限り、発効日は立法会期後の8月となる。
州議会には、米国上院のフィリバスターに類似した制度はない。副知事には、議会上下両院の議長を務める権限も、同数票を破棄する権限もない。行政府の新しい規則はすべて、毎年議会によって審査され、議会は毎年その一部を日常的に無効としている。
議会は召喚権を持っているが、この権限が使われることはほとんどない。
州議会は、各判事職の創設を承認しなければならないが、州裁判官の任命や留任には関与しない。
多くの州機関やプログラムは「サンセットレビュー」の対象となり、議会が再承認しなければ自動的に廃止される。

## 州予算認定手順
知事は毎年、その年の立法会に先立って予算案を予算合同委員会に提出する。コロラド州の会計年度は7月1日から6月30日までである。
議会に提出されるすべての法案は、超党派の州議会サービス機関によって財政への影響が評価され、財政に影響がある場合は予算案に計上されなければならない。
ロング・ビルと呼ばれる州予算は、毎年、議会の合同予算委員会によって作成される。多くの立法構想とは異なり、ロングビルは頭字語でもなければ、大きな影響力を持つ個人の名前でもない。ロングビルは、単に多くの予算計上を含む長大な法案である。下院と上院は交互にロングビルを提出し、最初の委員会審査を行う。
州議会は、多額の借金をしたり、増税をしたり、州憲法の歳出制限を増やしたりするには、有権者の承認を得なければならない。
また、州議会は、教育に対する州憲法の支出義務を遵守する必要がある。州知事には、予算に対する行程拒否権がある。

## 議会職員
州議会は、約230人の通年スタッフと115人の会期中だけのスタッフで運営されている。2003年以降、職員の人数と支出は減少している。連邦議会の職員と同様に、コロラド州の立法スタッフも、議員スタッフ、行政スタッフ、委員会スタッフ、広報・指導スタッフ、法務スタッフの5つに大別される。広報・指導スタッフを除き、議会の職員は超党派の職員である。

## 現在の議会構成
コロラド州議会には下院議員65名、上院議員35名の計100議席がある。2010年の国勢調査に基づき、下院議員は1人当たり約77,372人、上院議員は1人当たり143,691人の有権者を代表している。
2018年のコロラド州選挙では、民主党が下院での支配権を拡大し（民主党41、共和党24）、上院では過半数を獲得した。
下院の65議席すべてが2022年の選挙で改選された。民主党は46対19と過半数を超え、安定多数を維持した。また、2022年のコロラド州上院議員選挙でも民主党が過半数を維持した。現在の上院の構成は民主党23、共和党12である。
第74会期は、州議会史上初めて女性が過半数の議席を占めることになる。